# Gare de Saint-Laurent-d’Aigouze
Gare de Saint-Laurent-d'Aigouze vasútállomás Franciaországban, Saint-Laurent-d'Aigouze településen.

## Vasútvonalak
Az állomást az alábbi vasútvonalak érintik:
- Saint-Césaire au Grau-du-Roi-vasútvonal

## Kapcsolódó állomások
A vasútállomáshoz az alábbi állomások vannak a legközelebb:
- Gare d’Aimargues
- Gare d’Aigues-Mortes